# NGC 2590
NGC 2590 (= IC 507) è una galassia a spirale situata nella costellazione dell'Idra, a una distanza di circa 253 milioni di anni luce dalla nostra Via Lattea.

## Scoperta
La galassia è stata scoperta il 26 febbraio 1878 dall'astronomo francese Édouard Stephan. La galassia venne nuovamente osservata il 3 febbraio 1888 dall'astronomo statunitense Lewis Swift e la sua descrizione è stata inserita nell'Index Catalogue con il codice IC 507.

## Descrizione
NGC 2590 ha una classe di luminosità II-III e presenta una larga riga a 21 cm dell'idrogeno neutro.
Nella galassia sono presenti anche regioni di idrogeno ionizzato.